# آبشار مینیون
آبشار مینیون (به انگلیسی: Minyon Falls) آبشاری است که در نیو ساوت ولز، استرالیا واقع شده و ارتفاع کلی ریزشگاه آن ۱۰۰ متر (۳۳۰ فوت) است.